# Широв Олексій Дмитрович
Олексі́й Дми́трович Ши́ров (рос. Алексей Дмитриевич Широв, латис. Aleksejs Širovs; 4 липня 1972, Рига) — іспанський (раніше радянський, латвійський) шахіст, гросмейстер (1990), претендент на звання Чемпіона світу з шахів, переможець багатьох міжнародних турнірів.
Його рейтинг станом на березень 2020 року — 2664 (75-те місце у світі, 3-тє в Іспанії).

## Біографія
Чемпіон світу серед кадетів (1988). На чемпіонаті світу серед юнаків (1989) — 6-7-е місце.
З 1996 року, отримавши підданство Іспанії, представляє цю країну.
У 1998 р. в Касорлі переміг у матчі претендентів Володимира Крамника з рахунком 5,5:3,5. Переможець цього матчу за регламентом повинен був зустрітися з Каспаровим у поєдинку за шахову корону. Однак, коли спонсори дізналися, що відбір пройшов Широв, вони відмовилися давати гроші на матч за звання чемпіона світу Каспаров — Широв. Це було пов'язано з уявною відсутністю інтриги — Широв до цього з великим відривом програвав Каспарову за результатами особистих поєдинків, тоді як у Крамника у партіях з Каспаровим був паритет. Врешті, у 2000 році Крамник, який програв у відборі Широву, обіграв Каспарова і став чемпіоном світу.
Стиль гри Широва близький до стилю Михайла Таля. Таль залучав Широва на свої збори у кінці 80-х і сильно вплинув на формування стилю гри Широва.
У 2000 році Олексій Широв вийшов у фінал чемпіонату світу ФІДЕ, де програв Ананду. Таким чином, Широв був віце-чемпіоном світу ФІДЕ у 2000–2002 роках.
У 2009 році Олексій Широв став переможцем турніру XXI категорії «М-tel», що проходив у Софії, випередивши Іванчука, Карлсена та Топалова.
Був одружений із литовською шахісткою Вікторією Чміліте.

## Книги
- Fire on Board, Shirov's Best Games, Everyman Publishers 1996, ISBN 1-85744-150-8
- Fire on Board, Part 2: 1997–2004, Everyman Chess 2005, ISBN 1-85744-382-9

## Зміни рейтингу
| На цьому місці має відображатися графік чи діаграма, однак з технічних причин його відображення наразі вимкнено. Будь ласка, не видаляйте код, який викликає це повідомлення. Розробники вже працюють для того, щоби відновити штатне функціонування цього графіка або діаграми. | |
| | На цьому місці має відображатися графік чи діаграма, однак з технічних причин його відображення наразі вимкнено. Будь ласка, не видаляйте код, який викликає це повідомлення. Розробники вже працюють для того, щоби відновити штатне функціонування цього графіка або діаграми. |